# Cuneipectus
Cuneipectus is een geslacht van kevers uit de familie van de loopkevers (Carabidae). De wetenschappelijke naam van het geslacht is voor het eerst geldig gepubliceerd in 1907 door Sloane.

## Soorten
Het geslacht Cuneipectus omvat de volgende soorten:
- Cuneipectus foveatus Sloane, 1915
- Cuneipectus frenchi Sloane, 1907